# Le Cygne noir (bande dessinée)
Le Cygne noir (De Zwarte zwaan en néerlandais) est le quarante-quatrième album de la série de bande dessinée Bob et Bobette. Il porte le numéro 123 de la série actuelle.
Il a été écrit par Willy Vandersteen et publié dans De Standaard et Het Nieuwsblad du 14 juillet 1958 au 21 novembre 1958.

## Synopsis
Lambique et Jérôme sont reporters pour de journaux concurrents. Mais Jérôme obtient toujours des reportages exclusifs, toujours à l'avance sur les lieux. Son secret : le Cygne noir, une voyante vivant dans un camp de gitans. Celle-ci est même amoureuse de Jérôme, ce qui ne plait pas à ses frères Lasido et Remifa car ces derniers veulent à tout prix qu'elle épouse quelqu'un de son peuple. Jérôme promet de ne pas blesser ses frères s'ils s'interposent, mais ceux-ci déclarent la Vendetta. Le cygne noir est finalement kidnappé en Espagne par Lasido et Remifa pour échapper à Jérôme. Nos amis vont donc essayer de la retrouver mais Jérôme devra se marier avec. Mais comment tout ceci se terminera-t-il ?

## Personnages principaux
- Bob
- Bobette (avec Fanfreluche)
- Lambique
- Jérôme
- Tante Sidonie

## Personnages secondaires
- Le Cygne Noir
- Lasido
- Remifa
- Carlos

## Lieux de l'histoire
- Exposition universelle 1958 à Bruxelles (Expo 58)
- Zoo d'Anvers
- Barcelone, avec la Sagrada Familia,
- Station balnéaire de Sitges

## Autour de l'album
- Lambique et Jérôme sont photographe et journaliste dans un journal. Jérôme a comme passe temps dans l'histoire précédente, le diamant sombre , la photographie.
- Tante Sidonie est guide à l'Expo 58 .
- Le chien Bessy, qui apparaît dans cet album, est le personnage principal d'une autre série de bande dessinée de Willy Vandersteen[2].
- Le Cygne noir et les gitans réapparaissent dans Jéromba le grec (1966).
- Une vraie photo de la face cachée de la lune a été prise pour la première fois par l'appareil  Russe Luna 3 le 3 en octobre 1959.
- Lasido et Remifa sont nommés d'après la mélodie do-re-mi. Ils passent également toute la journée à jouer du violon, en plus de garder leur sœur.

## Éditions
- De Zwarte zwaan, 1959, Standaard : première édition en néerlandais
- Le Cygne noir, 1971, Erasme : édition en français